# 上野翔太郎
上野 翔太郎（うえの しょうたろう、1997年6月30日 - ）は、愛知県名古屋市出身の元社会人野球選手。ポジションは投手。

## 経歴
名古屋市立弥富小学校1年生から野球を始め、5年生途中まで「少年瑞穂」、その後6年生まで「富士シャーク」でプレー。名古屋市立萩山中学校時代は「愛知西シニア」でプレー。
名古屋市の中京大中京高校に入学。1年時からベンチ入りし、高校3年の甲子園ではエースとして2完投の活躍でチームをベスト16に導いた。三回戦では中学時代の愛知西シニアのチームメイトで後に駒澤大学でもチームメイトとなる関東一高の鈴木大智との対戦も注目を集めた。甲子園閉幕後に行われたU-18高校日本代表の世界大会では、18イニングを投げて無失点だった。 
2015年のドラフト上位候補として進路が注目されたが、駒澤大学へ進学した。1年春より東都大学野球2部リーグ戦に登板するが、右肩の怪我や自身の不調でなかなか成績を挙げられなかった。1部昇格後の4年秋に、ようやくリーグ戦初勝利を記録した。
大学卒業後は、三菱日立パワーシステムズ硬式野球部（現:三菱重工East硬式野球部）に所属。2021年のシーズンオフに同年をもっての勇退が発表された。勇退後は社業に専念している。

## 選手としての特徴
非常にコントロールがよい投手であり、その制球力について江川卓は、「あのコントロールは中々ない、プロでも1年目から活躍できる」と、桑田真澄を引き合いに出して太鼓判を押した。
変化球はスライダー、カーブ、チェンジアップ、カットボールを投げる。
最速149kmながら打者の手元で伸びるストレートを投げ、技巧派のようでいて「ストレートで空振りを取れる」ピッチャーであるとも称される。